# Alex Damiaony
Alex Henrique Veras Damiaony (ur. 1 stycznia 1981 w Rio de Janeiro) – brazylijski siatkarz, grający na pozycji atakującego.

## Kariera
- 2001–2002 UCS
- 2002–2004  Azul Volley Club
- 2004–2005  Pallavolo Loreto
- 2006–2007  Maccabi Tel Awiw
- 2007–2008  Skra Bełchatów
- 2008–2009  Hapoël Kfar Sabah
- 2009–2011  Nice VB
- 2011–2013  Spacer's de Toulouse
- 2014–2015  Botafogo

## Sukcesy
- Mistrzostwa świata juniorów w piłce siatkowej (2001)
- 3. miejsce w Lidze Mistrzów ze Skrą Bełchatów (2008)
- Mistrzostwo Polski ze Skrą Bełchatów (2008)

## Nagrody indywidualne
- 2007 - Najlepszy punktujący Ligi Izraelskiej